# 穆罕默德·讨西迪
穆罕默德·讨西迪（Mohammad Tawhidi，1983年—）是一名伊朗裔澳大利亚籍什叶派伊玛目。2010年，在库姆神学院大阿亚图拉赛义德·萨迪克·设拉子的宣布下成为伊玛目。

## 简历
讨西迪生于伊朗库姆。家庭是伊拉克什叶派的背景。在他12岁时，其家庭移民至澳大利亚。他于珀斯的澳大利亚伊斯兰学院就读。2009年，他就读于库姆的穆斯塔法国际大学，随后于2012年退学。但他在库姆和卡尔巴拉的神学院完成了学习并毕业。他是大阿亚图拉赛义德·萨迪克·设拉子的门生。设拉子于2010年宣布讨西迪为伊玛目。之后他曾为设拉子设立在卡尔巴拉的一所电视台工作过。2015年，他回到澳洲并居住于阿德莱德。讨西迪能流利地说阿拉伯语、英语以及波斯语。虽然曾一度称设拉子为导师，他于2015年后都不再追随任何宗教领袖。
讨西迪是2016年由他自己建立的南澳大利亚伊斯兰协会主席。自2016年1月起，他偶尔为赫芬顿邮报撰稿。讨西迪自称“和平伊玛目”。

## 立场
讨西迪认为伊斯兰教为了存续就必须改革。他曾声称应当禁止流行如布哈里圣训这类被用作恐怖主义圭臬的回教经籍。他还支持将极端伊斯兰教神职人员驱逐出澳大利亚。他曾要求皇家委员会调查瓦哈比主义、萨拉菲主义和激进组织伊扎布特的流行程度。讨西迪反对那些为家庭暴力与仇叛教者行为辩护的穆斯林。他支持限制建造清真寺并宣称清真认证制度危及澳大利亚人的生活方式。他还曾说“巴勒斯坦是以色列的土地”。
讨西迪赞同阿亚安·希尔西·阿里的意见，认为为了安全起见，应关闭或改革伊斯兰学校。在做出以上陈述、见解后，他声称自己已在警察护送下躲避至一处以避免穆斯林社群的报复。然而警方在澳大利亚人报的采访中声称并没有人员从清真寺中被驱逐出来。
有关伊斯兰教对待女性这一议题，讨西迪也多有触及。据讨西迪所言，有些穆斯林在澳大利亚实行重婚。他建议澳大利亚女性政客不应在穆斯林多数国家穿戴罩头，且支持女性在澳大利亚伊玛目委员会出任职位。
讨西迪认为所有恐怖主义行径按古兰经来说都应该受到谴责。他谴责伊斯兰国并认为它不能代表伊斯兰宗教。2017年6月伦敦袭击爆发后，讨西迪将激进派别称为“（伊斯兰宗教的）癌变”。